# Década de 1960 a.C.
Séculos: (Século XXI a.C. - Século XX a.C. - Século XIX a.C.)
Décadas: 2010 a.C. 2000 a.C. 1990 a.C. 1980 a.C. 1970 a.C. - 1960 a.C. - 1950 a.C. 1940 a.C. 1930 a.C. 1920 a.C. 1910 a.C.
Anos: 1969 a.C. - 1968 a.C. - 1967 a.C. - 1966 a.C. - 1965 a.C. - 1964 a.C. - 1963 a.C. - 1962 a.C. - 1961 a.C. - 1960 a.C.
- 1962 a.C. - Fim do reinado do faraó Amenemés I